# The Dutchess
The Dutchess és l'àlbum de debut com a solista de la cantant Fergie, del què will.i.am en va ser el productor executiu. Es compon de melodies Pop, rap i R&B entre d'altres. Ha tingut bones vendes en molts llocs sobretot als Estats Units d'Amèrica i al Brasil, debutant al #3 als EUA (a la setmana 52 d'haver estat llançat va arribar al #2) i arribant a l'1 durant diverses setmanes a Brasil i més recentment a Austràlia, aconseguint el doble disc de platí.
| País          | Vendes    | Certificació |
| ------------- | --------- | ------------ |
| EUA           | 3.612.400 | 3xPlatí      |
| Brasil        | 179.000   | Platí        |
| Alemanya      | 182.000   | Or           |
| França        | 136.000   | Or           |
| Japó          | 486.000   | Platí        |
| Austràlia     | 279.000   | 3xPlatí      |
| Regne Unit    | 274.000   | Or           |
| Rússia        | 98.000    | 4xPlatí      |
| Països Baixos | 139.000   | Platí        |
| Polònia       | 79.000    | 3xPlatí      |
| Canadà        | 346.000   | 3xPlatí      |
| Nova Zelanda  | 59.000    | 3xPlatí      |
| Mèxic         | 134.000   | Platí        |
| Món           | 7.186.000 | 3xPlatí      |

## Singles
- 1. London Bridge ⇒ 5.146.000 (5x Platí) [2.018.000 només als EUA (Platí)]
- Núm. 1 EUA, Nova Zelanda, Brasil, Lituània
- Núm. 2 Món
- Núm. 3 Regne Unit, Austràlia i Alemanya
- Núm. 4 Itàlia
- Núm. 5 Amèrica Llatina
- Núm. 6 Japó
- Núm. 7 Argentina, Txèquia, Polònia
- Núm. 8 Irlanda
- Núm. 9 Finlàndia
- 2. Fergalicious ⇒ 5.839.000 (5x Platí) [2.713.000 a EUA (2x Platí)]
- Núm. 1 Brasil, Rússia, Costa Rica, Noruega, Suècia, Argentina
- Núm. 2 EUA (amb rècord de descàrregues digitals per 295.000 en una setmana), Països Baixos
- Núm. 3 Lituània, Ibero-Amèrica, Finlàndia, Xile
- Núm. 4 Món, Austràlia, Singapur
- Núm. 5 Nova Zelanda
- Núm. 6 Amèrica Llatina (radio)
- Núm. 9 Euro Top 20
- 3. Glamorous ⇒ 5.486.000 (5x Platí) [2.460.000 a EUA (2x Platí)]
- Núm. 1 Malta, EUA (2 setmanes), Xina, Croàcia, Israel
- Núm. 2 Bulgària, Polònia, Austràlia, Sud Africa
- Núm. 3 Irlanda
- Núm. 4 Món, Asia
- Núm. 5 Rússia, Eslovàquia
- Núm. 6 Regne Unit, Lituània, Turquia, Europa
- Núm. 7 Eslovènia, Xipre, Finlàndia
- Núm. 9 Nova Zelanda
- 4. Big Girls Don't Cry ⇒ 9.620.600 (9x Platí) [2.945.892 a EUA (2x Platí)]
- Núm. 1 Brasil, Austràlia, Nova Zelanda, Canadà, Croàcia, Hongria, Irlanda, Àustria, Malàisia, Malta, Eslovàquia, Noruega, Romania, Filipines, EUA Hot 100, EUA Pop 100, EUA Hot Digital Songs, EUA Hot 100 Airplay, EUA Hot Adult Top 40 Tracks, Ibero-Amèrica, Món
- Núm. 2 Regne Unit, Eslovènia, Ucraïna, Sri Lanka, Uruguai, Amèrica Llatina, Europa
- Núm. 3 Suïssa, Països Baixos
- Núm. 4 Suècia, Bèlgica
- Núm. 5 Argentina, Letònia
- Núm. 6 Alemanya, Bulgària
- Núm. 7 Indonèsia
- Núm. 10 Finlàndia
- Núm. 11 França
- Núm. 19 Mèxic
- 5. Clumsy ⇒ 3.640.000 (3xPlatí) [1.856.549 a EUA (Platí)]
- Núm. 2 EUA Pop 100
- Núm. 3 Austràlia
- Núm. 4 Nova Zelanda, Croàcia, Canadà Hot 100
- Núm. 5 EUA (x6 setmanes), Brasil
- Núm. 6 Món
- Núm. 14 Bulgària
- Núm. 15 Suècia
- Núm. 17 Irlanda
- Núm. 19 Grècia
- Núm. 21 Bulgària
- Núm. 46 Polònia
- Núm. 62 Regne Unit [no llençat físicament, només digitalment]
- 6. Here I Come ⇒ 1.360.000 (Platí) [421.675 als EUA (-)]
- Núm. 22 Austràlia, Bubbling Under Hot 100 EUA
- Núm. 39 Nova Zelanda
- 7. Finally ⇒ 750.000 (Or) [348.653 als EUA (-)]
- Núm. 1 Bubbling Hot 100 EUA
- Núm. 29 iTunes Pop 100 EUA

Havent posat tres singles al #1, un al #2 i un al #5 (de moment) als EUA, i tres #1 al Brasil, destaca l'èxit que té en aquells països, i també el que ha trigat a assolir l'èxit a llocs com Regne Unit i Austràlia, on el disc no va debutar gaire alt, però a mesura que anava llençant singles, va anar pujant, superant la posició 27 del disc al Regne unit amb London Bridge, i la posició 28 gràcies a Glamorous, per al 23 i dintre del Top20 (núm. 19 i posteriorment al Núm. 18) gràcies a Big Girls Don't Cry. A Austràlia, on el senzill Big Girls Don't Cry va debutar en el número 1 i hi ha estat 9 setmanes, el disc va superar les posicions de l'àlbum aconseguides amb Fergalicious i Glamorous, i reentrant al Top 30, va pujar al n3 i més recentment va arribar al Núm. 1 durant 3 setmanes, 45 setmanes després d'haver estat llançat (25 de les quals eren dintre del Top 50).

### Singles
| Any  | Senzill | Posicions | Posicions | Posicions | Posicions | Posicions | Posicions | Posicions | Posicions | Posicions | Posicions | Posicions | Posicions | Posicions | Posicions | Posicions | Posicions | Posicions | Vendes                                                         |
| Any  | Senzill | US        | BR        | UK        | CAN       | AUS       | NZ        | IRL       | FRA       | XN        | JP        | ALE       | SUI       | AUT       | POL       | LT        | ARG       | ESP       | Vendes                                                         |
| ---- | --- | --------- | --------- | --------- | --------- | --------- | --------- | --------- | --------- | --------- | --------- | --------- | --------- | --------- | --------- | --------- | --------- | --------- | -------------------------------------------------------------- |
| 2005 | London Bridge - Àlbum: The Dutchess - Llançament: 18 de juliol, 2005 - Formats: CD, Descàrrega digital                | 1 (3)     | 1         | 3         | 8         | 3         | 1         | 3         | 27        | 1         | 6         | 3         | 6         | 3         | 6         | 1         | 1         | 34        | 5,150,000 (2,025,000 als EUA)                                  |
| 2006 | Fergalicious - Àlbum: The Dutchess - Llançament: 19 d'octubre, 2006 - Formats: CD, Descàrrega digital                 | 2         | 1         | 62        | 24        | 4         | 5         | -         | 15        | 2         | 3         | 2         | 6         | 12        | 2         | 3         | 1         | 25        | 5,839,000+ (2,715,000 als EUA)                                 |
| 2007 | Glamorous - Àlbum: The Dutchess - Llançament: 5 de febrer, 2007 - Formats: CD, Descàrrega digital                     | 1 (2)     | 36        | 6         | 18        | 3         | 1         | 2         | 32        | 2         | 5         | 3         | 2         | 1         | 1         | 1         | 1         | 42        | 5,486,000+ (2,460,000+ a EUA) Arxivat 2007-02-19 at Archive.is |
| 2007 | Big Girls Don't Cry - Àlbum: The Dutchess - Llançament: 22 de maig, 2007 - Formats: CD, Descàrrega digital            | 1         | 1         | 2         | 1         | 1         | 2         | 1         | 11        | 1         | 1         | 6         | 2         | 8         | 2         | 1         | 1         | 21        | 9,620,600 (2,945,892 als EUA)                                  |
| 2007 | Clumsy - Àlbum: The Dutchess - Llançament: 12 d'Octubre, 2007 - Formats: CD, Descàrrega digital                       | 5 (6)     | 2         | 62        | 5         | 3         | 1         | 1         | -         | 10        | 2         | 4         | 1         | 1         | 4         | 3         | 1         | 50        | 3,640,000+ (1,856,549 als EUA)                                 |
| 2008 | Finally - Àlbum: The Dutchess - Llançament: 18 de març, 2008 - Formats: CD, Descàrrega digital                        | 1*        | -         | -         | 61        | -         | -         | -         | -         | 5         | 7         | -         | -         | -         | 5         | 3         | 1         | 32        | 750,459 (348,653 als EUA)                                      |
| 2008 | Here I Come - Àlbum: The Dutchess - Llançament: gener-juny, 2008 - Formats: CD, Descàrrega digital                    | 22*       | -         | -         | -         | 22        | 38        | -         | -         | 2         | 2         | -         | -         | -         | 2         | 1         | 1         | 29        | 1,358,974 (421,675 als EUA)                                    |
| 2008 | Party People - Àlbum: The Dutchess Deluxe - Llançament: 18 de març, 2008 - Formats: CD, Descàrrega digital            | 40        | 45        | 14        | 52        | 21        | 7         | 12        | -         | 7         | 3         | -         | -         | -         | 59        | 3         | 1         | 44        | 1,509,751 (321,789 als EUA)                                    |
| 2008 | Labels Or Love - Àlbum: The Dutchess Deluxe - Llançament: 4 de maig/3 de juny, 2008 - Formats: CD, Descàrrega digital | -         | -         | 86        | -         | -         | -         | -         | -         | 6         | 3         | -         | -         | -         | -         | 4         | 1         | 36        | 288,547 (92,578 als EUA)                                       |

- Al Bubbling Under del Billboard Hot 100